# كيم غارث
كيم غارث (25 أبريل 1996 بدبلن في جمهورية أيرلندا - ) (بالإنجليزية: Kim Garth)‏ هي لاعبة كريكت أيرلندية. شاركت مع منتخب أيرلندا للكريكت.

## وصلات خارجية
- كيم غارث على موقع إي آس بي آن كريك إنفو (الإنجليزية)